# Pallottolino è innamorato del piccolo spazzacamino
Pallottolino è innamorato del piccolo spazzacamino (Bout-de-Zan et le Ramoneur) è un cortometraggio muto del 1914 diretto da Louis Feuillade.

## Produzione
Il film fu prodotto dalla Société des Etablissements L. Gaumont.

## Distribuzione
Distribuito dalla Société des Etablissements L. Gaumont, uscì nelle sale cinematografiche francesi nel marzo 1914.